# The Third Nail
The Third Nail är en amerikansk dramafilm från 2008 som är regisserad av Kevin Lewis.

## Handling
En ung man döms till livstids fängelse för att ha dödat två barn, ett brott han inte begått. DNA-bevis friar honom men det finns inget sätt att gömma sig från fängelsegänget som vill se honom död. När hans egen dotter förs bort och mördas söker han hämnd. 

## Karaktärer
- Huntley Ritter - Trey Deonte
- Krista Allen - Hannah
- Charles S.Dutton - Sydney Washington
- Chloë Moretz - Hailey Deonte
- Jake Muxworthy - Cory Hall
- Lisette Bross - Special Agent Jaminson
- Kristy Hinchcliffe - Kristie Deonte